# Glas Crnogorca
Glas Crnogorca crnogor.orig. Глас Црногорца, tjednik, prvi broj tiskan na Cetinju  21. travnja 1873. po nalogu crnogorskog državnog vrhovništva nakon što je prethodni službeni list Crnogorac prestao izlaziti. 
Prvi urednik je Glasa Crnogorca bio Simo Popović, Srbin iz Vojvodine.
Tijekom crnogorskih oslobodilačkih ratova 1876. – 1878. Glas Crnogoraca je tiskan i dva puta nedjeljno na ukupno četvero strana. Uobičajeno bi na naslovnici imao nepotpisani komentar koji je odražavao stavove crrnogorskoga vrhovništva. 
Rubrike su bile: Dopisi, Domaće vijesti, Neslužbeni dio, Iz novina (press-cliping inozemnog tiska), Sedmični pregled, Dvorske i diplomatske vijesti, Listak (književni prilozi), itd.
Glavni urednici su bili i srpski pjesnik Laza Kostić, te Crnogorci Živko Dragović, Lazar Tomanović, Aleksa Martinović, Slavo Ramadanović, Ivan Jovićević i drugi.
Posljednji je broj na Cetinju tiskan listopada 1915. godine, a Glas Crnogorca je ponovno počeo izlaziti 22. lipnja 1917. u Francuskoj kamo su crnogorski monarh i kraljevska vlada bili izbjegli. 
Od prvog broja tiskanog u Francuskoj pa do 83. broja tiskanog 1920. glavni je urednik bio Pero Bogdanović. Od 84. broja glavnim urednikom je bio Borislav Minić.
U Italiji je 1922. tiskan posljednji 95. broj Glasa Crnogorca u inozemstvu. 
Od 1873. do 1922. je izašlo ukupno 2374 brojeva Glasa Crnogorca.
Pod naslovom Glas Crnogorca (talijanski La Voce del Montenegro) je izlazio list talijanskih okupacijskih vlasti od 1941. do 1943. na Cetinju.

## Zanimljivost
"Glas Crnogorca" u svojim je izdanjima od 1919. do 1922. citirao hrvatski tisak, listove Obzor), Hrvat, kao i Hrvatska zajednica iz Brazila koji su donosili izvješća o crnogorskim prilikama.
Glas Crnogorca  piše kako je "milo spomenuti i list Hrvatska Zajednica, koji izlazi u Brasiliji i koji, ostajući vjeran tradicionalnom, pravom bratstvu Crnogoraca i Hrvata, energično i iskreno zastupa stvar Crne Gore".
List Hrvat, tiskan u Zagrebu, u svojim je brojevima 75. i 76. donio tekstove s temama iz Crne Gore, koje je Glas Crnogorca prenio.
"Stanje u Crnoj Gori je najžalosnije i to većinom zbog toga, što su etički osjećaji ovog plemenitog naroda najteže povrijeđeni, što su današnji upravljači narodu nametnuti protivu njegove volje", navodi Hrvat.
Zagrebački je Obzor objavljivao tekstove i o financijskoj pljački Crne Gore.

## Vanjske poveznice
- "Glas Crnogorca", digitalno izdanje svih brojeva
- "Glas Crnogorca" prenosi pisanja hrvatskoga tiska o posljedicama prisajedinjenja Crne Gore Srbiji 1918.  Arhivirana inačica izvorne stranice od 6. listopada 2008. (Wayback Machine)
- "Glasa Crnogorca", br. 5. (1884.) o pojmu "Crnogorstvo"